# 里奇頓 (密西西比州)
里奇頓（英語：Richton）是位於美國密西西比州佩里縣的城市。

## 人口
根據2020年美國人口普查的數據，里奇頓的面積為5.94平方千米，皆為陸地。當地共有人口920人，而人口密度為每平方千米155人。